# Гризма
Гризма (объективная призма) — комбинация призмы и дифракционной решётки, которая пропускает свет не смещая его спектр. Буква «Г» в названии от англ. grating («решётка»).
Угловое разрешение гризмы пропорционально тангенсу угла вершины призмы, причём это отношение совпадает с тем, с которым разрешение дифракционной решётки пропорционально углу между падающим лучом и нормалью к решётке.
Гризмы обычно используют в источниках направленного света фотокамер, в которых они в определённой степени рассеивают свет на объекте в поле зрения камеры.
Планируются к использованию в инструментах ИК телескопа Джеймс Уэбб.